# Grad Bamburgh
Grad Bamburgh na severovzhodni obali Anglije, ob vasi Bamburgh v Northumberlandu, je zaščitena stavba I. stopnje.
Na tem mestu je bila prvotno keltska britska utrdba, znana kot Din Guarie in je bila morda prestolnica kraljestva Bernicia od ustanovitve ok. 420 do 547. Tega zadnjega leta jo je zavzel kralj Ida iz Bernicije. Po trikratnem prehodu med Briti in Anglosasi je utrdba prišla pod anglosaški nadzor leta 590. Utrdbo so uničili Vikingi leta 993, Normani pa so kasneje na tem mestu zgradili nov grad, ki tvori jedro sedanjega. Po uporu leta 1095, ki ga je podprl lastnik gradu, je postal last angleškega monarha.
V 17. stoletju je zaradi finančnih težav grad propadal, a so ga različni lastniki v 18. in 19. stoletju obnavljali. Končno ga je kupil industrialec iz viktorijanske dobe William Armstrong, ki je dokončal njegovo obnovo. Grad še vedno pripada družini Armstrong in je odprt za javnost.

## Zgodovina

### Srednjeveška zgodovina
Zgrajena na vrhu črne pečine iz vulkanskega dolerita in del Whin Sill, je bila lokacija prej dom utrdbe avtohtonih keltskih Britov, znane kot Din Guarie. Morda je bilo glavno mesto kraljestva Bernicia, kraljestva ljudstva Gododdin, od ustanovitve kraljestva ok. 420 do 547, leta prve pisne omembe gradu. Tega leta je citadelo zavzel anglosaški vladar Ida Bernicijski (Beornice) in je postal Idin sedež.
Grad so Briti med vojno leta 590 za kratek čas ponovno zavzeli od njegovega sina Huse, preden so ga ponovno zavzeli kasneje istega leta. Približno leta 600 ga je Husov naslednik Æthelfrith prenesel na svojo ženo Bebbo, po kateri je izpeljano zgodnje ime Bebbanburh. Vikingi so prvotno utrdbo uničili leta 993.
Normani so na tem mestu zgradili nov grad, ki tvori jedro sedanjega. Viljem II. Angleški ga je neuspešno oblegal leta 1095 med uporom, ki ga je podpiral njegov lastnik Robert de Mowbray, grof Northumbrijski. Ko je bil Robert ujet, je njegova žena nadaljevala obrambo, dokler ni bila prisiljena v predajo zaradi kraljeve grožnje, da bo oslepil njenega moža.
Bamburgh je nato postal last vladajočega angleškega monarha. Henrik II. Angleški je verjetno zgradil utrdbo, saj je bila dokončana leta 1164. Po obleganju Acre leta 1191 in kot nagrado za njegovo služenje je kralj Rihard I. Levjesrčni imenoval sira Johna Forsterja za prvega guvernerja gradu Bamburgh. Po porazu Škotov v bitki pri Neville's Crossu leta 1346 je bil kralj David II. ujet v gradu Bamburgh.
Med državljanskimi vojnami ob koncu vladavine kralja Ivana je bil grad pod nadzorom Filipa iz Oldcoatesa. Leta 1464 med vojnami dveh rož je bil predmet devetmesečnega obleganja Richarda Nevillea, 16. grofa Warwickovega, »Kraljetvorca«, v imenu Yorkistov, ki ga je zaznamovala obsežna uporaba topništva.

### Moderna zgodovina
Družina Forster iz Northumberlanda je še naprej zagotavljala kroni zaporedne guvernerje gradu, dokler krona ni podelila lastništva (ali zakupa po nekaterih virih) cerkve in gradu drugemu siru Johnu Forsterju sredi 16. stoletja, po razpadu samostanov. Družina je obdržala lastništvo, dokler sir William Forster (um. 1700) ni bil posthumno razglašen za bankrot, njegova posest, vključno z gradom, pa je bila prodana lordu Crewu, škofu Durhama (možu njegove sestre Dorothy) v skladu z aktom parlamenta za poravnavo dolgov leta 1704.
Crewe je dal grad v roke skrbniškemu odboru, ki mu je predsedoval Thomas Sharp, naddekan Northumberlanda. Po smrti Thomasa Sharpa je vodstvo skrbniškega odbora prešlo na Johna Sharpa (sina Thomasa Sharpa), ki je prenovil grajsko stavbo in dvorane ter na tem mestu ustanovil bolnišnico. Leta 1894 je grad kupil viktorijanski industrialec William Armstrong, ki je dokončal obnovo.
Med drugo svetovno vojno so v peščenih sipinah postavili zaboje, da bi zaščitili grad in okolico pred nemško invazijo in leta 1944 je bila korveta kraljeve mornarice po gradu poimenovana HMS Bamborough Castle. Grad še vedno ostaja v lasti družine Armstrong.
Po vojni je grad postal posest zaščitena I. stopnje. Opis je vseboval naslednji komentar o statusu stavbe leta 1952 in njeni zgodovini:

Grad, razdeljen na apartmaje. C12; uničen, ko ga je leta 1704 pridobil lord Crewe in ga je po njegovi smrti naredil dr. Sharpe primernega za bivanje ... Pridobil lord Armstrong, ki ga je C.J. Ferguson, 1894-1904, obsežno obnovil in visokokakovostno obnovil. Kvadratni peščenjak in klesanec.

## Lokacija
Približno 14 km proti jugu na obalni točki je starodavna trdnjava Grad Dunstanburgh in približno 8 km proti severu je grad Lindisfarne na Svetem otoku. V notranjosti približno 26 km proti jugu je grad Alnwick, dom vojvode Northumberlandskega.

### Okoljski dejavniki
Raven kakovosti zraka na gradu Bamburgh je odlična zaradi odsotnosti industrijskih virov v regiji. Raven hrupa v bližini ceste sever-jug, ki poteka mimo gradu Bamburgh, je v razponu od 59 do 63 dBA podnevi (študija zvočnega kartiranja Northumberlanda, Northumberland, Anglija, junij 2003). V bližini so gnezditvene kolonije arktične in navadne čigre na notranjih otokih Farne ter atlantskega mormona, vranjeka in čigre na otoku Staple.

## Arheologija v Bamburghu
Arheološka izkopavanja je v 1960-ih začel Brian Hope-Taylor, ki je odkril zlato ploščo, znano kot Bamburška zver, in Bamburški meč. Raziskovalni projekt Bamburgh od leta 1996 raziskuje arheologijo in zgodovino gradu in območja Bamburgh. Projekt se je osredotočil na trdnjavo in zgodnjesrednjeveško grobišče v Bowl Holeu, ki je v peščenih sipinah južno od gradu, dokazi o tem pa so bili prvič razkriti v neurju leta 1817.
Med izkopavanji Bowl Hole med letoma 1998 in 2007 so na tem pokopališču odkrili ostanke 120 posameznikov iz 7. in 8. stoletja. Raziskovalni projekt je vodila profesorica Charlotte Roberts z Univerze Durham in je našla ostanke posameznikov, ki izvirajo iz Irske, Škotske, Skandinavije, Sredozemlja in severne Afrike.
Končno so jih leta 2016 preselili v kripto cerkve sv. Aidana v Bamburghu; kripto si lahko obiskovalci ogledajo skozi majhna vrata.

## Armstrong in muzej letalskih artefaktov
V grajskih pralnicah je muzej Armstrong in letalskih artefaktov z razstavami o viktorijanskem industrialcu Williamu Armstrongu in Armstrongu Whitworthu, proizvodnem podjetju, ki ga je ustanovil. Prikazi vključujejo motorje, topništvo in orožje ter letalske artefakte iz dveh svetovnih vojn.

## V popularni kulturi
Izbor
Grad je prikazan v baladi The Laidly Worm of Spindleston Heugh, napisani okoli leta 1270. Poznosrednjeveški britanski avtor Thomas Malory je poistovetil grad Bamburgh z Joyous Gard, mitološkim grajskim domom sira Lancelota v arturjevski legendi.
V literaturi je Bamburgh pod svojim saškim imenom Bebbanburg dom Uhtreda Uhtredsona, glavnega junaka v Saških zgodbah Bernarda Cornwella. Pojavlja se kot pomembna lokacija ali kot navdih za protagonista v vseh knjigah v seriji, začenši z The Last Kingdom in nadaljevanji The Pale Horseman, The Lords of the North, Sword Song, The Burning Land, Death of Kings, Pagan Lord, The Empty Throne, Warriors of the Storm, The Flame Bearer, War of the Wolf, Sword of Kings in War Lord.
Grad in tudi vas predstavljata prizorišče kriminalnega romana Bamburgh, ki ga je napisal LJ Ross.
Grad Bamburgh je bil poleg samih nastopov uporabljen tudi kot snemalna lokacija za številne televizijske in filmske projekte.

## Galerija
- Posnetek iz leta 1973, ki prikazuje položaj gradu, severovzhodno od vasi Bamburgh
- Grad Bamburgh - pogled na vas ob cesti
- Bamburgh Castle
- Topovi na gradu Bamburgh